# Dissanthelium
Dissanthelium là một chi thực vật có hoa trong họ Hòa thảo (Poaceae).

## Loài
Chi Dissanthelium gồm các loài: